# Sabetha (Kansas)
Sabetha es una ciudad ubicada en los condados de Nemaha y Brown en el estado estadounidense de Kansas. En el año 2010 tenía una población de 2571 habitantes y una densidad poblacional de 306,07 personas por km².

## Geografía
Sabetha Springs se encuentra ubicada en las coordenadas 39°54′11″N 95°47′58″O / 39.90306, -95.79944 (39.903109, -95.799408).

## Demografía
Según la Oficina del Censo en 2000 los ingresos medios por hogar en la localidad eran de $36,450 y los ingresos medios por familia eran $45,000. Los hombres tenían unos ingresos medios de $31,958 frente a los $21,458 para las mujeres. La renta per cápita para la localidad era de $22,126. Alrededor del 7.0% de la población estaban por debajo del umbral de pobreza.